# Pearl S. Bucková
Pearl Comfort Sydenstricker Bucková (čínské jméno 赛珍珠, pinyin: Sai Zhenzhu) (26. června 1892, Hillsboro, Západní Virginie – 6. března 1973, Danby, Vermont) byla americká spisovatelka, nositelka Nobelovy ceny za literaturu za rok 1938.

## Život
Narodila se v roce 1892 v rodině presbyteriánského misionáře Absaloma Sydenstrickera. Když jí byly tři měsíce, přestěhovali se její rodiče v souvislosti se svým novým misijním posláním do Čen-ťiangu v Číně, kde následně strávila s několika přestávkami věnovanými studiu v USA téměř čtyřicet let. Čínsky se naučila dříve než anglicky a považovala čínštinu za svůj rodný jazyk. Kromě jazykových znalostí se důvěrně seznámila s životem prostých čínských lidí, což později využila ve své literární tvorbě. Její život v Číně však nebyl vždy idylický, Když byla ještě dítě, musela její rodina prchnout před násilím účastníků povstání boxerů, kteří propagovali nenávist vůči evropské kultuře představované pro ně nejen kolonialismem, ale i křesťanstvím a misionáři.
Základní vzdělání získala od své matky, která milovala literaturu, a od konfuciánského učence pana Kunga, který působil jako její vychovatel. V patnácti letech byla poslána do školy v Šanghaji, aby se připravila na další studia. Roku 1910 pak odjela do USA studovat psychologii na Randolph-Macon Woman's College. Po promoci se roku 1914 vrátila do Číny, kde působila jako učitelka v presbyteriánských misiích a starala se o svou těžce nemocnou matku.
Dne 13. května roku 1917 se provdala za zemědělského experta Johna Lossinga Bucka a pracovala pro něj jako tlumočnice. Roku 1920 se s manželem přestěhovala do Nankingu, kde učila na místní univerzitě anglickou a americkou literaturu. Roku 1921 se jí narodila dcera Carol, trpící od narození fenylketonurií, kvůli které se její duševní vývoj zastavil na úrovni čtyř let. Roku 1925 adoptovala s manželem dívku Janice (ta však později přijala příjmení Walshová podle druhého manžela své adoptivní matky). Roku 1926 se Pearl Bucková nakrátko vrátila do USA, aby zde získala akademickou hodnost v oboru literatury na Cornellově univerzitě.
Svou literární činnost, ve které se inspirovala svou dokonalou znalostí čínského prostředí, zahájila psaním povídek pro časopisy. Brzy pak vydala svůj první román Východ a západ (1930). Světově se proslavila již svým druhým románem Dobrá země z roku 1931, který byl o rok později odměněn Pulitzerovou cenou. Kniha se stala prvním dílem její trilogie Hliněný dům, jejímiž další dvěma díly jsou romány Synové (1932) a Rozdělený dům (1935).
Roku 1934 byla s manželem donucena kvůli občanské válce opustit Čínu a vrátit se přes Japonsko do USA. Ještě téhož roku pak skončilo jejich manželství rozvodem. 11. června roku 1935 se znovu provdala za svého vydavatele a prezidenta John Day Publishing Company Richarda J. Walshe, se kterým adoptovala dalších šest dětí. V tomtéž roce se celá jejich rodina přestěhovala na šedesátiakrovou, sto let starou usedlost Green Hills Farm v Pensylvánii, kde strávila dalších třicet devět let svého života.
Ve své literární práci byla i nadále velice úspěšná. Za svého života napsala více než sto prací a její knihy měly značný vliv na postoj americké veřejnosti k čínské problematice. Svými příběhy z čínského venkova, které však mají spíše charakter zábavné literatury než děl s hlubokou společenskou analýzou, objevila pro čtenáře celého světa nový, do té doby téměř neznámý svět. Velký ohlas získala i její životopisná díla o osudech jejích rodičů, která vyšla roku 1936 pod názvem Exil a Bojující anděl. Roku 1938 obdržela Nobelovu ceny za literaturu „za její bohaté a přesvědčivé epické líčení života čínských sedláků a za mistrovská díla životopisná“ (citace z odůvodnění Švédské akademie).

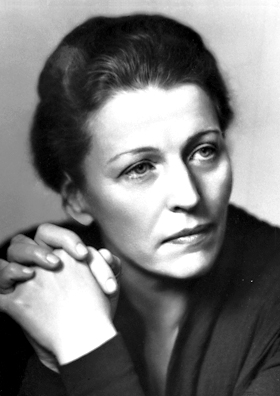
Pearl S. Buck

Byla literárně velice plodná i po roce 1938. Námětem jejích prací se kromě vztahů mezi Východem a Západem stal také čínsko-japonský konflikt za druhé světové války a problematika postavení ženy jak v Číně, tak i v USA. Americké problematice se věnovala v pěti dílech napsaných pod pseudonymem John Sedges. Komunistický režim Mao Ce-tunga rozhodně odmítla a propagovala demokracii podle amerického vzoru. Pro její aktivity v oblasti boje za práva žen a za rasovou rovnost se její osobou zabývala po léta FBI.
Zemřela roku 1973 v Danby ve Vermontu a pochována je v Green Hills Farm.

## Dílo
- East Wind West Wind (1930, Východ a západ), román, česky též jako Východní vítr, západní vítr.
- The House of Earth (Hliněný dům), románová trilogie, prvně souborně vydaná roku 1938, skládající se z těchto částí:
  - The Good Earth (1931, Dobrá země), román přeložený do více než třiceti jazyků, ve kterém autorka líčí život chudého rolníka Wang Lunga, který se nakonec stane úspěšným velkostatkářem.
  - Sons (1932, Synové), román líčící osudy Wangových synů, kteří nesdílejí otcovu lásku k půdě, na které vybudoval svou rodinu.
  - A House Divided (1935, Rozdělený dům), román, pokračování románu Synové. Těsně před svou smrtí začala autorka pracovat na čtvrtém díle s názvem The Red Earth (Rudá země), který však zůstal torzem.
- The First Wife (1933, První žena), sbírka povídek.
- All Men Are Brothers (1933, Všichni lidé jsou bratři), stylisticky skvělý překlad klasického čínského románu ze 14. století s názvem Příběhy od jezerního břehu, jehož autorem je Š' Naj-an.
- The Mother (1934, Matčin osud), román,
- The Exile, (1936, Exil), kniha vzpomínek na matku,
- Fighting Angel (1936, Bojující anděl), kniha vzpomínek na otce,
- This Proud Heart (1938, Hrdé srdce), román líčící na osudech umělecky tvořivé ženy postavení žen v tehdejší americké společnosti a jejich zápas za rovnoprávnost s muži ve všech sférách společenského života.
- The Patriot (1939, Vlastenec), román o střetnutí čínského intelektuála s japonskou kulturou i agresí vůči Číně a o tom, jak je jeho idealismus rozdrcen brutalitou války.
- The Chinese Novel (1939, Čínský román), vydání přednášky, kterou Pearl Bucková přednesla při příležitosti udělení Nobelovy ceny.
- Other Gods (1940, Jiní bohové), román.
- China Sky (1941, Čínské nebe), román.
- Today a Forever (1941, Dnes a navždy), sbírka povídek.
- Dragon Seed (1942, Dračí sémě), román o boji Číňanů proti Japoncům za druhé světové války.
- The Promise (1943, Slib), pokračování románu Dračí sémě.
- Portrait of Marriage (1943, Příběh jednoho manželství), psychologický román odehrávající se v USA v prvních desetiletích 20. století, ve kterém autorka líčí příběh zdánlivě nerovného manželství talentovaného malíře z bohaté filadelfské rodiny a půvabné selské dcery, jež je však pro oba zdrojem štěstí.
- Twenty-Seven Stories (1943, Dvacet sedm povídek), sbírka povídek.
- Dragon Fish (1944, Dračí ryba), kniha pro děti,
- The Towmsman (1945, Měśták), román napsaný pod pseudonymem John Sedges.
- Pavilion of Women (1946, Pavilón žen), román zabývající se problematikou postavení žen v Číně.
- The Angry Wife (1947, Rozhněvaná žena), román napsaný pod pseudonymem John Sedges, odehrávající se v USA v době války Severu proti Jihu a líčící milostný vztah bývalé otrokyně a Jižana, bojujícího za armádu Severu.
- The Big Wave (1947, Velká vlna), kniha pro děti,
- Far and Near (1948, Daleko a blízko), sbírka povídek.
- Peony (1948, Pivoňka), román,
- Kinfolk (1949, Příbuzenstvo), román,
- The Long Love (1949, Dlouhá láska), román napsaný pod pseudonymem John Sedges.
- The Child Who Never Grew (1950, Zůstala dítětem), autobiografická próza líčící příběh autorčiny duševně zaostalé dcery.
- God's Men (1951, Boží lidé), román,
- The Hidden Flower (1952, Skrytá květina), román o lásce japonské dívky a amerického vojáka.
- Bright Procession (1952, Zářivé procesí), román napsaný pod pseudonymem John Sedges.
- Voices in the House (1953, Hlasy v domě), román napsaný pod pseudonymem John Sedges.
- My Several Worlds (1954, Moje různé světy), autobiografie,
- Imperial Woman (1956, Císařova žena), historický román o poslední čínské císařovně.
- Letter from Peking (1957, Dopis z Pekingu), román,
- Command the Morning (1959, Příkaz na úsvitu), román týkající se snahy vyvinout atomovou bombu a etických problémů jejího svržení na Hirošimu.
- The Christmams Ghost (1960, Vánoční duch), kniha pro děti,
- Satan Never Sleeps (1961, Satan nikdy nespí), román,
- The Time Is Noon (1966, Je teprve poledne), román odehrávající se v Pensylvánii ve dvacátých letech 20. století. Jeho hrdinkou je pastorova dcera, která se vrátila ze studií a spřádá sny o plném životě, lásce a dětech. Tyto sny se však postupně rozpadávají, když mladí členové rodiny odcházejí do světa, rodiče umírají a když se osamělá provdá za prostoduchého farmářského syna a tento sňatek jí přináší rozčarování. Hrdinka však nezoufá, nachází nový smysl života a je si vědoma, že není pozdě, že „je teprve poledne“.
- The Good Deed (1969, Dobrý skutek), sbírka povídek.
- The Three Daughters of Madame Liang (1969, Tři dcery paní Liang), román,
- China as I See It (1970, Čína jak ji vidím já), eseje,
- Mandala (1970), román odehrávající se v Indii,
- China, Past a Present (1972, Čína, minulost a současnost), eseje.

## Filmové adaptace
- The Good Earth (1937, Dobrá země), USA, režie Sidney Frankin.
- Dragon Seed (1944, Dračí sémě), USA, režie Jack Conway a Harold S. Bucquet, v hlavních rolích Katharine Hepburnová a Walter Huston.
- China Sky (1945, Čínské nebe), USA, režie Ray Enright.
- The Big Wave (1961, Velká vlna), USA a Japonsko , režie Tad Danielewski.
- Satan Never Sleeps (1962, Satan nikdy nespí), USA, režie Leo McCarey.
- Survival (1965, Průvodce), Indie, režie Vijay Anand a Tad Danielewski.
- Ting yuan li de nu ren (2001, Pavilón žen), Čína, režie Ho Yim.

## Česká vydání
- Číňanka vypravuje, Národní politika, Praha 1934, románová příloha.
- Dobrá země, Družstevní práce, Praha 1934, přeložila Gerta Schiffová-Langerová, znovu 1936, 1937, 1938, 1941, 1946 a 1948.
- Synové, V. Čejka, Praha 1936, přeložil Quido Palička, znovu 1940 a Rudolf Schütz, Praha 1946 a 1948.
- Rozdělený dům, V. Čejka, Praha 1936, přeložil Quido Palička, znovu 1940 a Rudolf Schütz, Praha 1946 a 1948.
- Matčin osud, Družstevní práce, Praha 1936, přeložila Gerta Schiffová, znovu 1941.
- Východ a západ, Rudolf Škeřík, Praha 1936, přeložila Hana Skoumalová,
- Všichni lidé jsou bratři, Rudolf Škeřík, Praha 1937, z autorčina anglického překladu klasického čínského románu Příběhy od jezerního břehu přeložili Zdeněk Vančura, Marie Nováková a Julie Matoušková,
- První žena a jiné povídky z Číny, A. V. Novák, Černošice 1938, přeložil Bedřich Hohaus,
- Bojující anděl, Stanislav Plzák, Praha 1940, přeložila Staša Jílovská,
- Vlastenec, Evropský literární klub, Praha 1940, přeložil Bohuslav Schulz, znovu František Hnyk, Litoměřice 1945.
- Dračí sémě, Novela, Brno 1946, přeložila Věra Hrubešová,
- Dračí sémě, Novela, Brno 1947, přeložil Vojtěch J. Formánek,
- Dnes a navždy, V. Škubal, Praha 1947, přeložili Hana Bílková a Václav Šnajdr, znovu 1948.
- Pavilón žen, V. Šmidt, Praha 1947, přeložila Hana Šnajdrová-Bílková, znovu 1948.
- Příběh jednoho manželství, Karel Voleský, Praha 1948, přeložila Reli Bernkopfová,
- Zůstala dítětem, Státní úřad sociálního zabezpečení, Praha 1966, přeložili M. Brandejská a Alois Bejblík, vydáno jako neprodejné výtisky.
- Dobrá země, Odeon, Praha 1968, přeložila Eva Kondrysová, znovu Knižní klub, Praha 1993.
- Příběh jednoho manželství, Odeon, Praha 1970, přeložila Jarmila Urbánková, znovu Motto, Praha 2000.
- Je teprve poledne, Odeon, Praha 1971, přeložila Eva Kondrysová,
- Hrdé srdce, Melantrich, Praha 1977, přeložila Gabriela Nová,
- Hrdé srdce, Knižní klub, Praha 1993, přeložila Mariana Stříbrná,
- Východní vítr, západní vítr, Knižní klub, Praha 1994, přeložila Věra Heroldová-Šťovíčková.